# Stadtmauer Wismar

Wismar zur Zeit der Hanse

Die Stadtmauer Wismar umschloss seit dem Mittelalter bis in das 19. Jahrhundert die Altstadt von Wismar. Von ihr sind nur einige Teile noch erhalten.

## Geschichte

### Mittelalterliche Stadtmauer

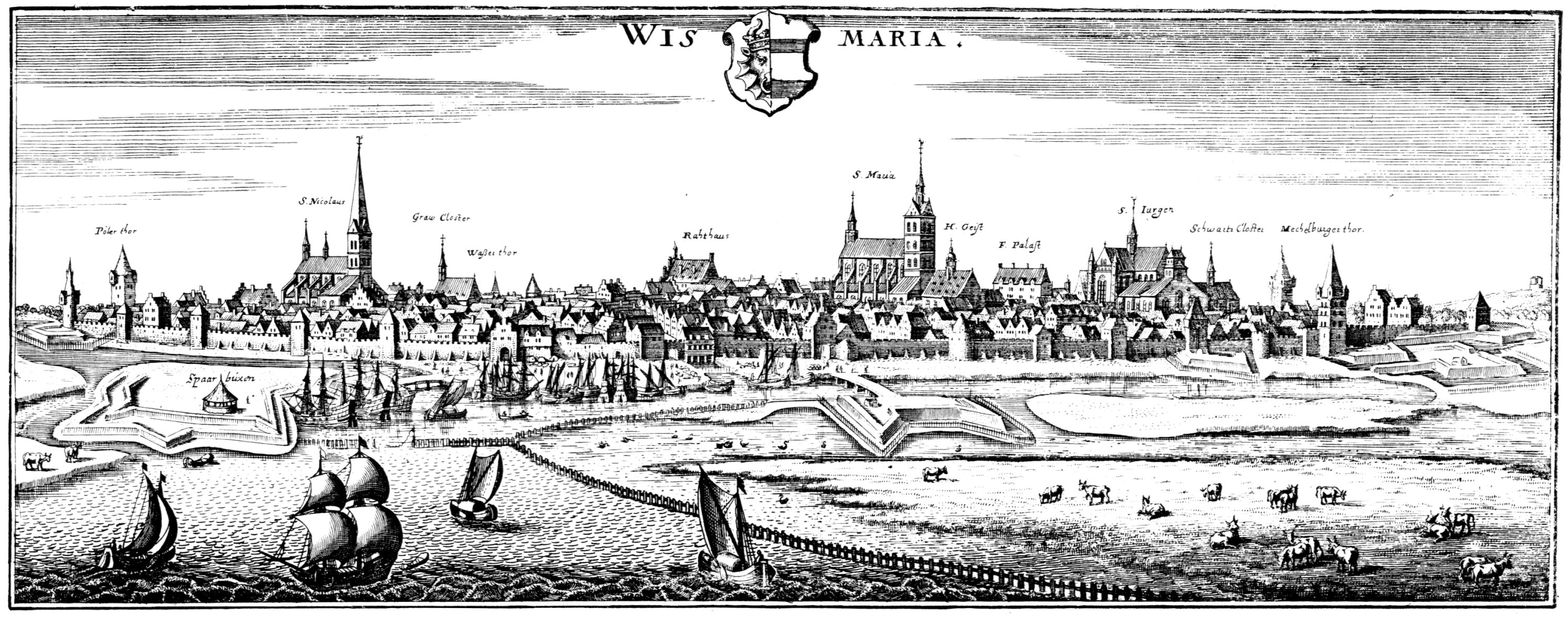
Merian: Wismar anno 1640

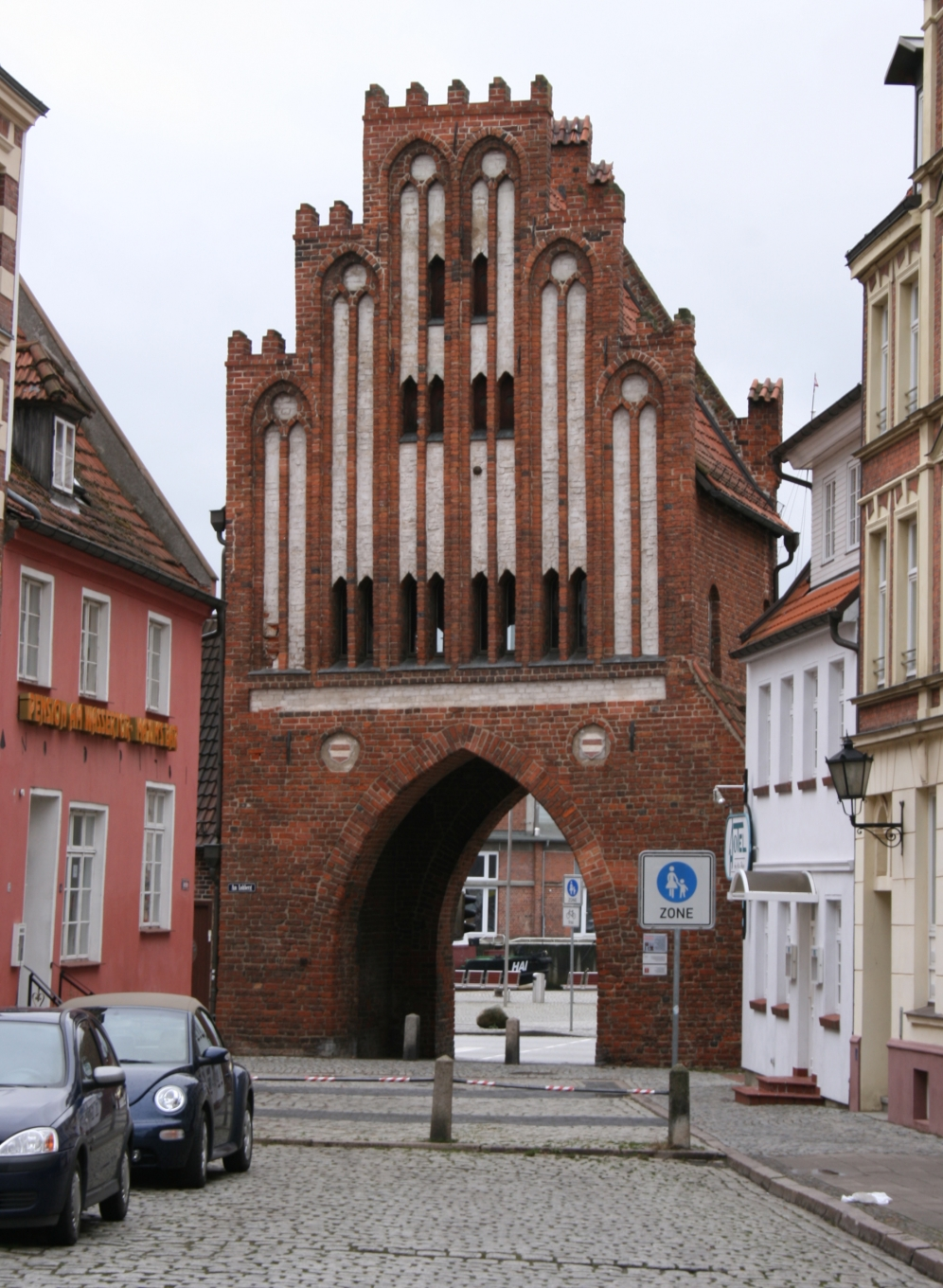
Wassertor von der Stadtseite

Um 1161 haben die Siedler bei Wismar vermutlich Wälle angelegt, die 1240 verbessert wurden. Die Stadtgründung von Wismar wurde auf 1226 geschätzt und der Ort 1229 erstmals erwähnt.
1257 war der mecklenburgische Herzog von seiner Stammburg Mecklenburg nach Wismar gezogen. Ab 1276 entstand eine einfache Mauer mit Stützpfeilern sowie mit Türmen, Toren und Pforten. Sie umschloss die Alt- und die Neustadt und wurde ständig ausgebaut. Hinweise auf die Stadtmauer gehen u. a. auch zurück auf Schreiben von
- 1305 und „dem fürstlichen Marstall zwischen den Mauern“,
- 1311, als Herzog Heinrich II. Wismar zugestanden hat, „intra muros et munitiones“ eine Besatzung zu halten,
- 1334 als Hermanns Mustyns Speicher bei der Mauer, am Ende der Weber-Straße erwähnt wurde.

Die Mauer war nicht begehbar. Die 1269 erwähnte erste Georgenkirche stand neben der alten Mauer, die dann durch die neue westlichere Mauer ersetzt wurde. Verschiedentlich wurden halbrunde oder eckige Ausbuchtungen eingefügt. Regelmäßige äußere Strebepfeiler stützten die Mauer. An der Mauer entstanden 36 Wiekhäuser. Die Toranlage bestand aus dem Haupttor, einem Vortor und dazwischen eine Zugbrücke. Vorstehende Tore und quadratische Türme sicherten die Mauer vor Erstürmungen.
Im 13. und 14. Jahrhundert wurde eine Landwehr in der Feldmark um Wismar angelegt. 1300 gab es einen Burgwall, vermutlich vor dem Alt-Wismarschen Tor.
1475 bestanden 28 Türme und Stadttore sowie mehrere Pforten. Bis 1511 waren viele Bauteile von der Mauer zerfallen. 1609 wurden beim Wassertor die alten zerfallenen hölzernen Schanzen durch eine Steinmauer ersetzt und der Platz bei der Klunderburg erhielt einen kleinen Wall.

### Fünf Stadttore

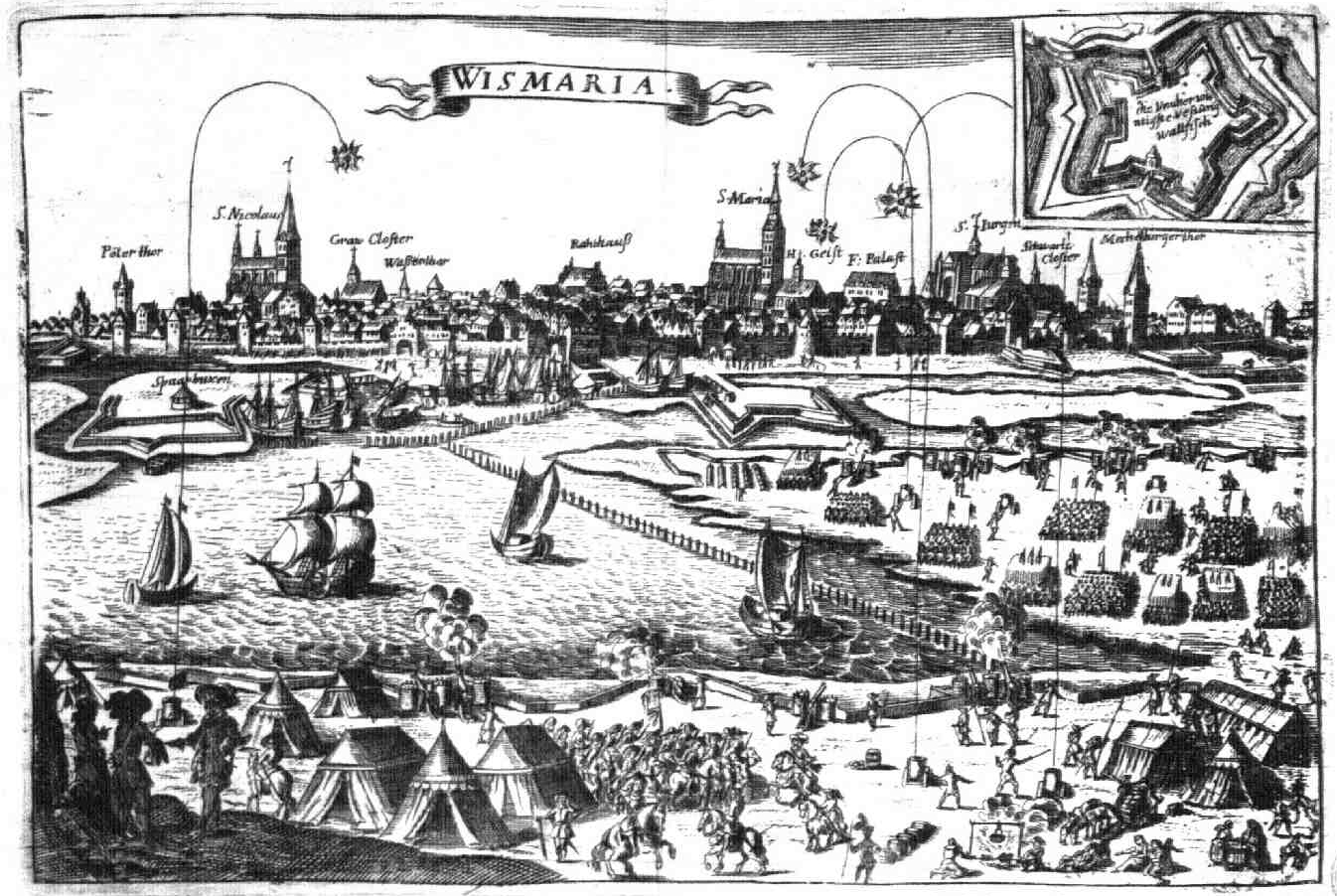
1675: Wismaria

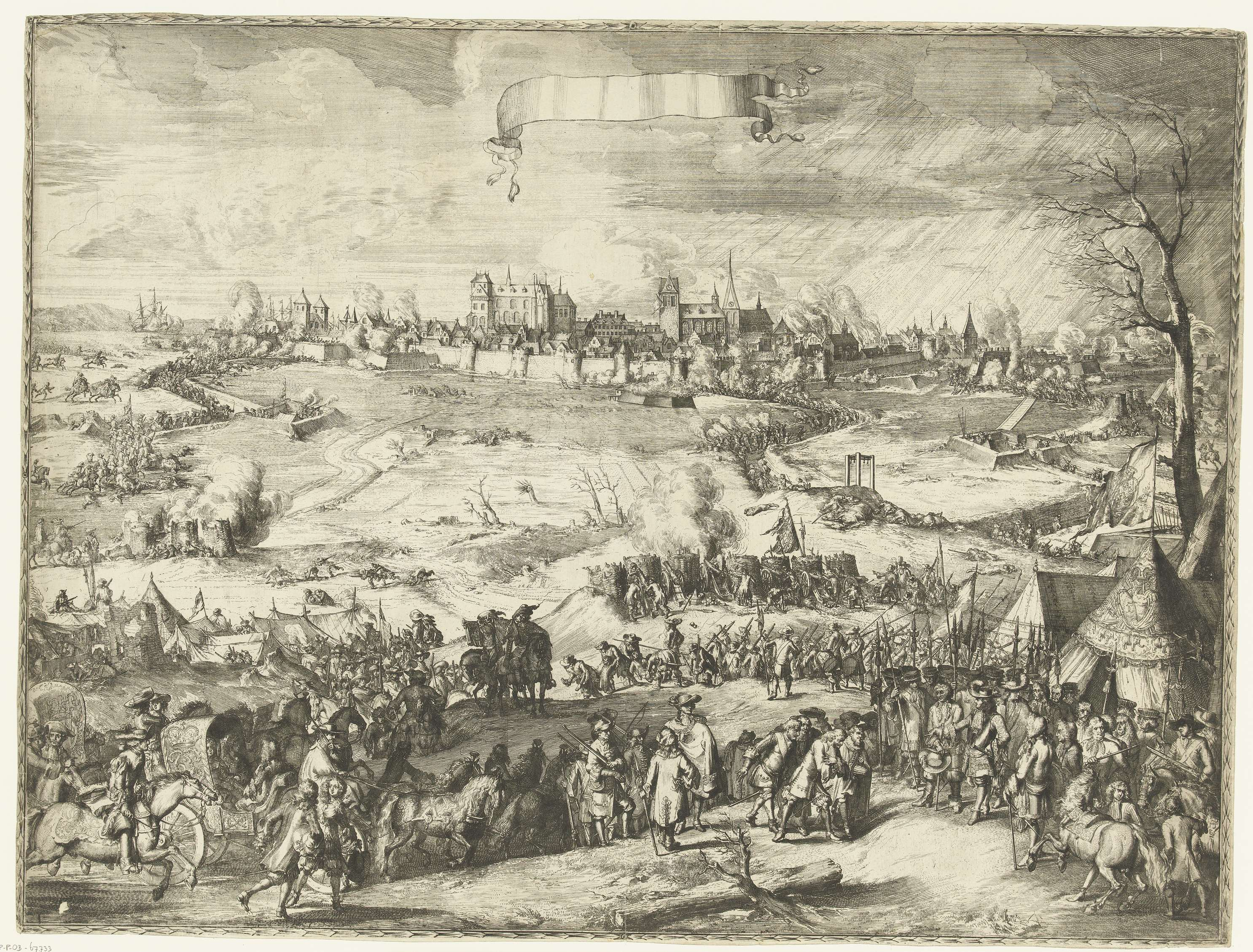
1675 Belagerung durch die Dänen

- Das einfache Wasser-Thor (auch waterporte) zum Hafen wurde 1450 durch ein spätgotisches Tor ersetzt. Genannt wurde das Tor auch Helleporte (helle für Abhang bzw. auch Helling als schräg abfallende Fläche; der Volksmund machte daraus Höllenpforte); Umbau zur Hafenseite um 1600
- Das gotische Poeler-Thor im Norden mit einem hohen 5-gesch. rechteckigen Turm ersetzte vermutlich das 1316 erwähnte Harolds-Thor als Tor nach dem Strande; 1566 entstand vor dem Poeler Tor ein Wall, 1870 wurde das Tor abgerissen
- Das Alt-Wismarische Thor bzw. Altwismartor im Osten an der Altwismarstraße wurde in alten Urkunden porta antiquae Wismariae genannt, im August 1813 von abziehenden französischen Truppen in Brand gesetzt, 1868 abgerissen
- Das Mecklenburgische Thor bzw. Mecklenburger Tor im Süden mit einem Dreiecksgiebel wurde 1869 abgebrochen und die zugehörige Stadtmauer 1905
- Das Lübecksche Thor im Westen mit einem Turmaufsatz wurde 1522 umgebaut, tief gegliedert und verstärkt sowie 1619 davor ein Wall angelegt und das Gewölbe gebaut; 1870 abgerissen

Erwähnt wurde noch das Hardigs-Thor, dessen Lage und Bestandsdauer unklar ist.

### Pforten
Es gab eine Reihe von Pforten, die zum Teil zeitweise versperrt waren. Namentlich bekannt sind:
- Die Schloss-Pforte hinter dem Schatterau (auch Schlossgasse) auf dem Weber-Kamp beim alten Castrum von um 1300
- Die Wind-Pforte, die 1319 valva fabrorum und 1307 valva monachorum hieß
- Die Pforte beim ehemaligen Stockhaus (Gefängnis)
- Die Pforte bei der alten Badstave (Badstube) bzw. Reiffer-Bahn (Reperwall) (Dahlmannstraße/Wallstraße)
- Die Pforte beim Löbschen Thor
- Vier Wasser-Pforten zum Hafen u. a. bei der Breiten Straße als valva nova
- Die Pforte bei der Gruben-Mühle

### Festungsausbau

Festung Wismar um 1700

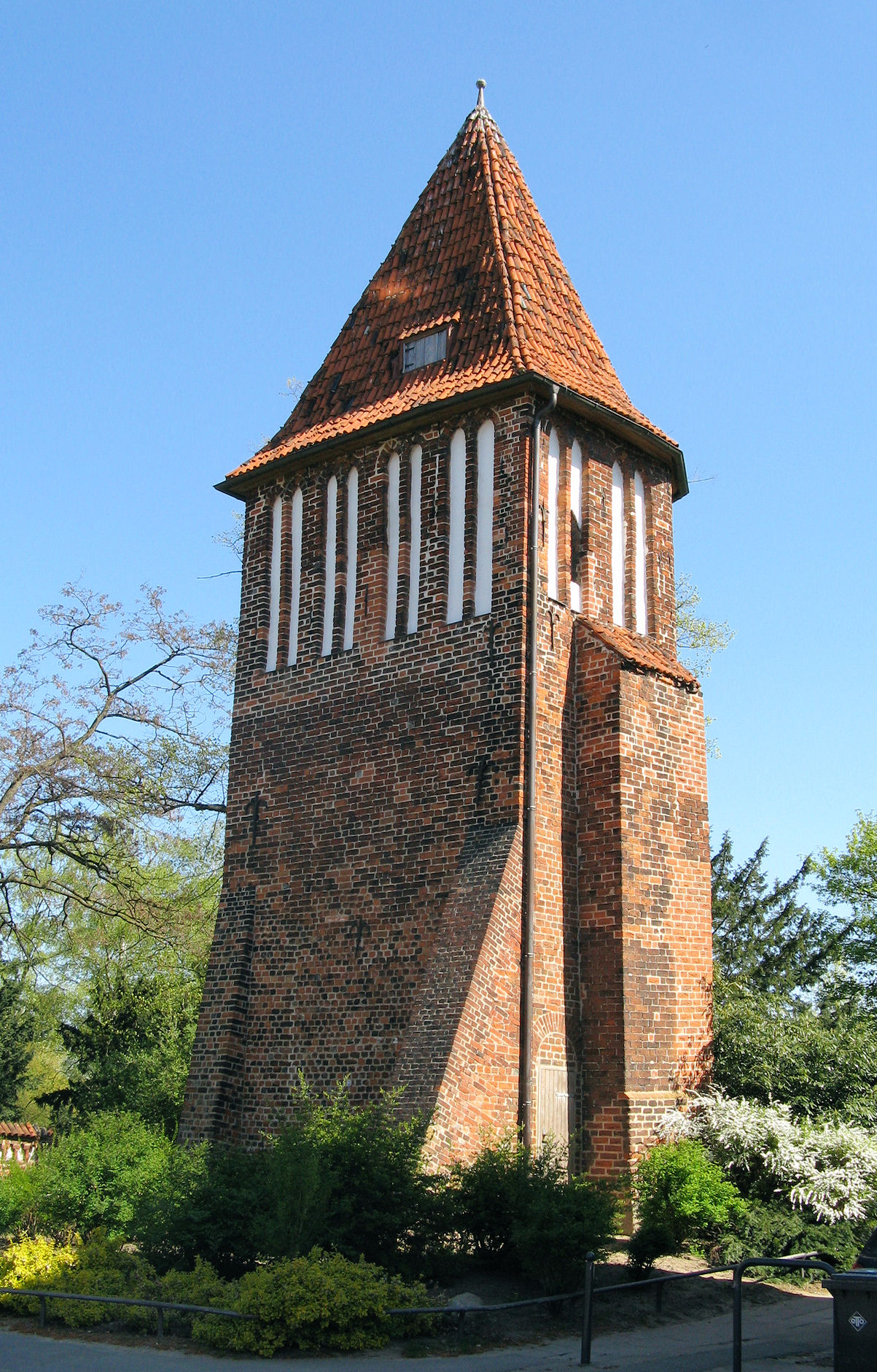
Alter Wasserturm in Wismar

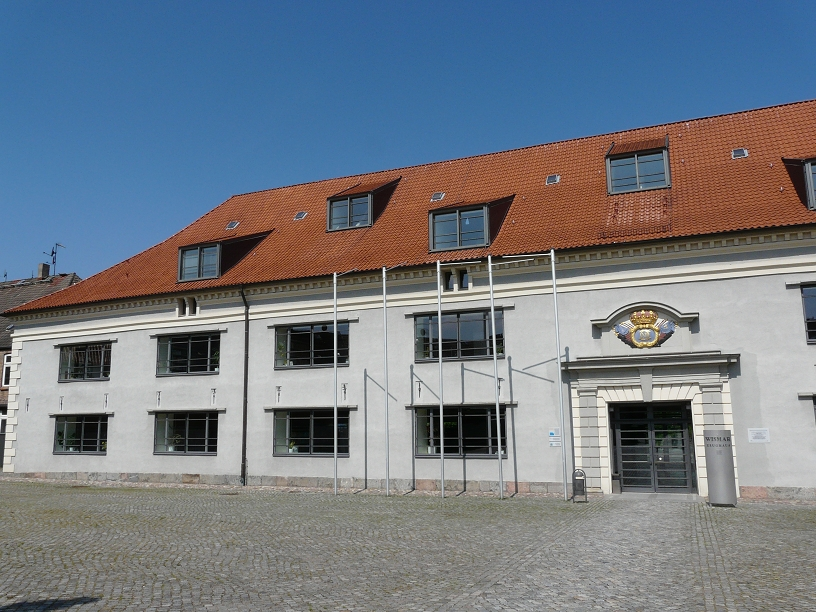
Zeughaus

Ab 1522 bis 1619 wurden Festungsanlagen vor der Stadtmauer am Hafen, vor dem Lübecker Tor und vor dem Poeler Tor errichtet.
1630 begann Wallenstein, der 1628 das Herzogtum Mecklenburg erhalten hatte, mit einem Festungswerk auf dem Weberkamp zwischen Alt-Wismarischem und Mecklenburger Tor nach Plänen des italienischen Ingenieurs Alexander Borri; später als neues Werk benannt. Einwohner und Landbewohner mussten die Arbeiten durchführen. Die Schweden belagerten 1631 Wismar, besetzten 1632 die Stadt, setzten von 1635 bis 1642 die Arbeiten am Festungsbau fort und erhielten 1648 die Stadt im Westfälischen Frieden. Bei der Belagerung von Wismar von 1675 wurde die Festung durch die Dänen erobert und 1679 an die Schweden zurückgegeben. Mehr zum Festungsbau siehe im Hauptartikel.
Ab 1681 waren viele Jahre hindurch täglich mehr als 1000 Mann am Ausbau der Festung beschäftigt. 1716 kapitulierten die Schweden bei der Belagerung von Wismar durch die Dänen, Preußen und Kur-Hannoveraner während des Großen Nordischen Kriegs (1700–1721).

### Abriss
Bei einem Unwetter explodierte 1699 der Pulverturm in der Ringmauer an der West- und Wasserseite und verwüstete Teile der Stadt.
Die Bedeutung der Stadt als Festung erlosch, als nach 1721 das Herzogtum Bremen an das Kurfürstentum Hannover abgetreten wurde. Die Festung wurde  geschleift und Wismars Rückgabe an die Schweden war an die Bedingung geknüpft, dass die Stadt nicht wieder befestigt werden dürfe.
Zwischen Lübschen- und Wassertor wurde von 1830 bis 1835 die Rosenpromenade angelegt. Wismar erwarb 1847 die Fortifikationsländereien zwischen Lübschen-, Mecklenburger- und Altwismartor.
Der Rat ließ im Dezember 1867 einen Bebauungs- und Abrissplan für die Stadtmauer entwerfen. Ab 1869 wurden Mauern, Türme und Tore der noch bestehenden Stadtmauer abgerissen um die Stadtentwicklung zu verbessern. Nach dem Einebnen der Wälle und Gräben entstanden in der Gründerzeit nach 1870 in diesem Bereich Straßen, die später zu einem Straßenring um die Altstadt ausgebaut wurden (Dr.-Leber-Straße (nach 1870), Dahlmannstraße, Ulmenstraße (ab 1866), Am Hafen, Wasserstraße, Bahnhofstraße und Bauhofstraße (nach 1870)).
Die Lindenstraße, seit 1946 Dr.-Leber-Straße entstand nach Abriss der Mauer im letzten Viertel des 19. Jahrhunderts. Die Straße Petriberg befindet sich am Ort der Mauer; der Straßenname könnte ein Erinnerung an die frühere Petri-Pforte sein. 1893, nach Abriss der Mauer am Gefangenenturm, wurden Wohnhäuser an der Turmstraße errichtet. 1900 erfolgte der Abbruch der Mauer in der Neuen Wallstraße.
Nach dem Abriss der Stadtmauer entstand um 1902 ein neuer Verbindungsweg zwischen Mecklenburger Straße und Dr.-Leber-Straße. Der Volksmund nannte den Weg um 1902 Katersteig. Der Name bildete sich jedoch aus einem früher überlieferten Namen Katthagen und katten hießen die Steinbrocken als Munition der mittelalterlichen Katapulte. Im August 1903 wurde die Mauer am Lindengarten abgerissen.
1885 wurde am Mecklenburger Tor die Mauer weitgehend entfernt. Bis zum 23. September 1905 beseitigte Bauunternehmer Heinrich Scharff die letzten Reste der südlichen Stadtmauer. Im März 1909 erfolgte der Abbruch der Reste der Stadtmauer am Abzweig Turmstraße/Schatterau Nr. 34 beim Fernmeldeamt.
An der Einmündung Schatterau/Turmstraße erfolgte 1960 der Abriss eines 1944 beschädigten Wachturmes.

## Erhaltene Reste

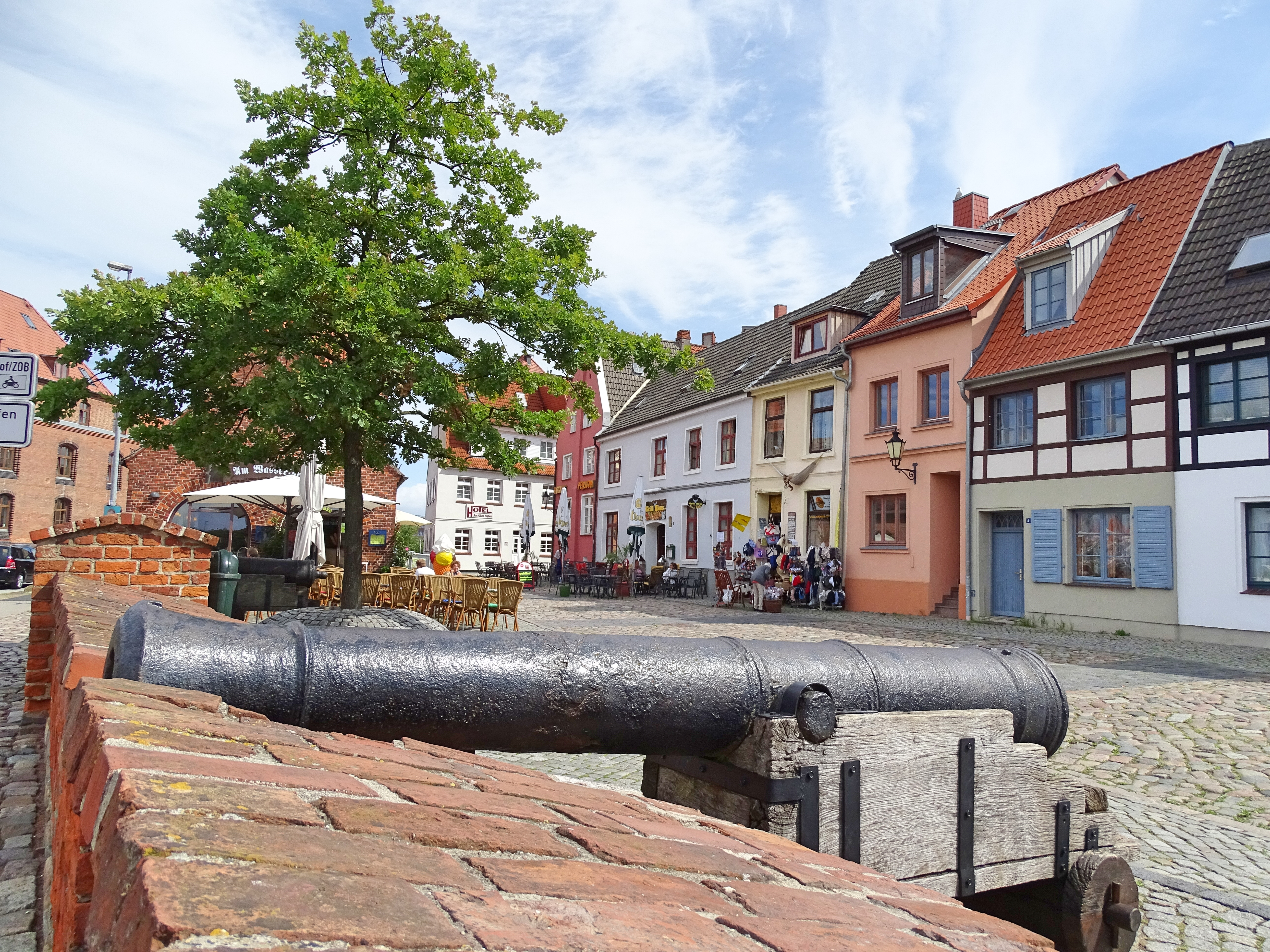
Reste der Stadtmauer mit zwei alten gegossenen Vorderladern auf Radlafetten

Folgende Teile der Stadtmauer oder in Verbindung mit der Festung entstandenen Bauten bestehen noch:
- Rekonstruierte Stadtmauer im Stadtpark zwischen Katersteig und Turnerweg mit dem Torbogen einer Pforte[2]
- Reste der Mauer am nordwestlichen Ende des Lindengartens
- Mauerrest bei der Straße Am Lohberg
- Kleiner Platz mit beschriftetem Cortenstahlband am Stadtmauerrest; Dr.-Leber-Straße 55b und Wallstraße
- Gotisches Wassertor
- Alter Wasserturm von 1685 als Umbau eines Wehrturms, Nutzung als Wasserturm bis 1873; Bauhofstraße
- Barockes schwedisches Altes Zeughaus Wismar von um 1700; Ulmenstraße 15, heute Stadtbibliothek
- Ehem. schwedisches Arsenal und Provianthaus von 1698; Mühlenstraße 32, heute mit Pflegezentrum, Apotheke und Praxen

## Alte Bezeichnungen
Einige frühere Bezeichnungen von zum Beispiel Straßen verweisen oder verwiesen auf die Stadtmauer:
- Bauhofstraße: früher auch apud murum genannt, also in der Nähe der Mauer
- Turmstraße: bis 1894 hieß sie „hinter der Mauer“; mit Wehrturm aus dem 14. Jahrhundert, 1866 städtischer Gefangenenturm, 1944 beschädigt und 1960 entfernt
- Wallstraße: bis 1872 hieß sie „hinter der Mauer bei der Baustraße“
- Neben dem Wasserturm erinnert ein Stück Mauer und ein etwas verunglückter Reim „Der Umgebung zur Zier, Abbruch der Mauer hier, November 1872 im Jahr, als die große Sturmflut war“.[3]